# Bruno Pelletier
Bruno Pelletier (Charlesburg, Quebec, 1962. augusztus 7. –) kanadai zenész.

## Élete
Charlesburgban született Kanada francia nyelvű részén. Anyja, Liette, apja Loran, idősebb nővére, Dominique és van egy fia Thierry. tehetségét hét éves korában édesapja vette észre.
Dolgozott néhány évig egy szupermarket gyermek megőrzőjében, majd ezután indította el saját karate iskoláját. Megszerezte a fekete övet.

## Zenei karrierje
Szerepelni kezdett két angol rock bandában, ezek az "Amanite" (1985) és a "Sneak preview" (1987) voltak. Aztán 1989-ben váltott, mert az anyanyelvén szeretett volna énekelni, ezért megalapította saját együttesét, a "Pell"-t.
23 évesen elhagyta szülővárosát, és Montréal-ba ment, ahol helyi bárokban lépett fel. Ezután feltűnt több televíziós műsorban, és olyan híres cégeknek készített reklámokat, mint a Culinar, Pepsi vagy az O'keefe.
1989-ben indult a Rock Envol versenyen, és különdíjat kapott a minőségi előadására. Itt kezdték megismerni a tehetségét. Két évvel később Bruno játszott a "Vu d'en haut" című musical-ben, amelyet a Nemzetközi Mongolfiers' Fesztiválon mutattak be.
1992-ben megjelent első albuma, a "Bruno Pelletier", és itt mutatkozott be, mint szövegíró, zeneszerző és énekes. Több dala vált azóta híressé, saját szerzeménye, a "Tu pars" a slágerlista élén volt sokáig, de mindezek ellenére a lemezből mindössze 10 000 példányt adtak el.
1992 novemberében szerepet kapott Luc Plamondon és Michael Berger musicaljében, a "La legende de Jimmy"-ben.
1993-ban, Luc Plamondon "Starmania" című musical felújított változatához, Brunot választotta, azért hogy eljátssza Johnny Rokfort, a "Black Stars" banda vezérének szerepét. Összesen körülbelül 500 alkalommal játszotta el Johnny Rokfort szerepét.
A két év, amit Párizsban töltött, egy gazdagabb életet és rengeteg színpadi lehetőséget adott neki. Ez idő alatt készítette el második szóló albumát, a "Défaire l'amour"-t. Mario Herbert, Luc Plamondon, Riccardo Cocciante és Bruno maga (mint szövegíró, zeneszerző és rendező) is részt vett az album elkészítésében. 1994 nyarán felkérésre részt vett a "Francofolies" fesztiválon, ami La-Rochelle városában került megrendezésre, és Luc Plamondonnak volt ajánlva. Itt előadott a híres szerző dalaiból.
Franciaországból, amikor visszatért Quebec-be sokat dolgozott a televíziónál. A legjobb dalok közül 10-et énekelt a GALA de L'ADISQ-on 1995-ben, és egy jótékonysági fellépésen vett részt "Molson" központjában. Elénekelte a "Miserere" című dalt, melyet Pavarottinak ajánlott. Fellépése kapcsán az uralkodó vélemény az volt, hogy Bruno végre megtalálta a saját magát az operában. Abban az évben sikerei révén nagyon elfoglalt volt több mint 65 koncertet adott Quebec-ben. 1997 még több elismerést hozott Brunonak, koncerteken vett részt társulva egy szimfonikus zenekarral. Fellépett nyári fesztiválokon, és koncert sorozatot adott a Casino de Montréalban. Ez az ősz vált karrierje egyik legfontosabb állomásává, mivel 3. szóló albumából a "Miserere"-ből 250 000 példányt adtak el dupla platinalemezként Kanadában. A cd egyik dala, az "Aime" 10 héten keresztül a Le Palmares slágerlista első helyén állt. megkapta a FELIX díjat az év előadója kategóriában a GALA de L'ADISQ ünnepségen.
Ajánlatot kapott Luc Plamondon-tól, hogy vegyen részt az új musicaljében a "Notre-Dame de Paris"-ban. Miután második alkalommal is felkérték mégis elhagyta Quebecet Párizsért, ahol Gringoire, a költő szerepét játszotta el.
1999. december 31-én Bruno és más Quebec-i sztárok részt vettek a Millennium Koncerten Montréalban, Céline Dion tiszteletére, aki szünetelteti a karrierjét, hogy családot alapíthasson.
2000 áprilisának végén Bruno félbeszakította a "D'Autres Rives" turnéját, hogy ismét magára ölthesse a párizsi költő kosztümét. Ebben az időben azonban Shakespeare nyelvén játszott a "Notre-Dame de Paris" angol változatában londoni színházakban.
2000 novemberének közepén Bruno Pelletier, Claude Rousseau-val és Gelene Mercierrel együtt egy céget alapított, melynek neve: "Productions de Champlain".
2001 márciusában kijött Bruno ötödik albuma a "Sur Scéne". Az élő fellépésből készült lemez két cd-ből áll, az egyik egy átlagos audio cd, a másik azonban egy multimedia cd, ami klipeket is tartalmaz a "Sur Scéne" koncertből. Bruno a nézőket George Dor gyönyörű szerzeményével, a "La Manic" című szerelmes dallal kápráztatta el. Az album ezen kívül tartalmazott még duetteket Isabelle Boulay-jal, Kim Richardsonnal és Héléne Segarával.
2001. június 12-én Pelletier szerződést kötött az EASTWEST FRANCE zenei céggel, mely az AOL/TIME-WARNER egyik ága. A szerződésnek hála, megkapta azt a lehetőséget, hogy mind Kanadában, mind Franciaországban kiadhatta lemezeit.
2002 augusztusában Bruno nyilvánosságra hozta az első stúdióalbumát az utóbbi három évben, ahol az énekes egy teljes kört tesz meg egy nagyszerűen előadott lemezben Brüsszelben és Montréalban. A lemezt az első maxi nyilvánosságra hozásával indították el, ez a "Je crois pourtant", egy erőteljes dal, melyet Patrice Guirao és Daniel Lavoie írt.
Az album olyan híres dalszerzők lenyűgöző dalait tartalmazza, mint Charles Aznavour, (original song), Leo Ferre (unpublished material), Marie Nimier, Jean Rouaud (Prix Concourt de litterature), Roger Tabra, Jo Bocan, Daniel és Richard Steff, Michel Artmengo, Sylvian Michel és Bruno Pelletier. Nem kevesebb, mint huszonegy elismert dalszerző lett összevonva, hogy megcsinálják ezt az albumot, ami Quebec-ben bestsellerré vált.
2003 őszétől Bruno folytatja koncert turnéját az 'Un monde á l'envers"-szel. Novemberben, pedig karácsonyi albumot adott ki, melynek címe "Concert de Noel". Az album körülbelül egy hónap alatt platinalemez lett.
Megjelenteti 2005-ben a "Dracula - Entre l'amour et la mort" 2007-ben a "Bruno Pelletier et le GrosZorchestre" és 2009-ben a "Microphonium" albumait.
Nagyon sokoldalú személy ő a hivatalos képviselője a "Réves d'Enfants" nevű kanadai alapítványnak, mely beteg gyermekek megsegítésével foglalkozik.